# Jim Beglin
James Martin « Jim » Beglin, né le 29 juillet 1963 à Waterford, dans le comté de Waterford, est un footballeur irlandais.
Jeune, il joue dans le club de sa ville natale avant de rejoindre les Shamrock Rovers en 1980. Il reste trois saisons à Milltown, réalisant quatre apparitions sur la scène européenne et inscrivant un but.
Beglin est la dernière recrue du manager de Liverpool Bob Paisley. Il rejoint le club de la Mersey contre une indemnité de 20 000 livres en mai 1983. Il apparait peu à peu dans l'équipe première des Reds lors des 18 premiers mois. Il fait ses débuts au poste de milieu de terrain gauche le 10 novembre 1984 lors d'un match nul 1-1 contre Southampton dans un match à Anfield comptant pour le championnat. Il marque son premier but avec le club cinq mois plus tard le 10 avril 1985 lors d'un succès 4-0 au match aller de la demi-finale de la Coupe d'Europe contre Panathinaïkos à domicile. Liverpool remporte le match retour 1-0 et se qualifie pour jouer la finale de la Coupe d'Europe contre le club italien de la Juventus au stade du Heysel à Bruxelles.
En juin 1989, il rejoint Leeds United, où il devient champion de deuxième division. Il passe ensuite du temps en prêt à Plymouth Argyle puis Blackburn Rovers avant d'être touché par une blessure au genou qui l'oblige à arrêter sa carrière.

## Palmarès
Shamrock Rovers
- Leinster Senior Cup 1982

Liverpool Football Club
- Champion d'Angleterre de première division en 1985–86
- Vainqueur de la Coupe d'Angleterre en 1985–86
- Vainqueur du Charity Shield 1986-1987

Leeds United
- Champion d'Angleterre de deuxième division en 1989–90

## Sources
- (en) Stephen McGarrigle, The Complete who's who of Irish international football : 1945-1996, Edimbourg, Mainstream Publishing, octobre 1996, 237 p. (ISBN 1-85158-894-9), p. 21